# Victoria Seaways
Il Victoria Seaways è un traghetto appartenente alla compagnia di navigazione DFDS.

## Servizio
Ordinato dalla Grimaldi Lines ai Nuovi Cantieri Apuania di Marina di Carrara, viene tuttavia acquistato il 17 gennaio 2008 dalla DFDS, alla quale viene consegnato l'8 aprile 2009 con il nome di Lisco Maxima.
L'11 maggio prende servizio nei collegamenti tra Kiel e Klaipėda, dove opera tutt'oggi in coppia con il Luna Seaways.

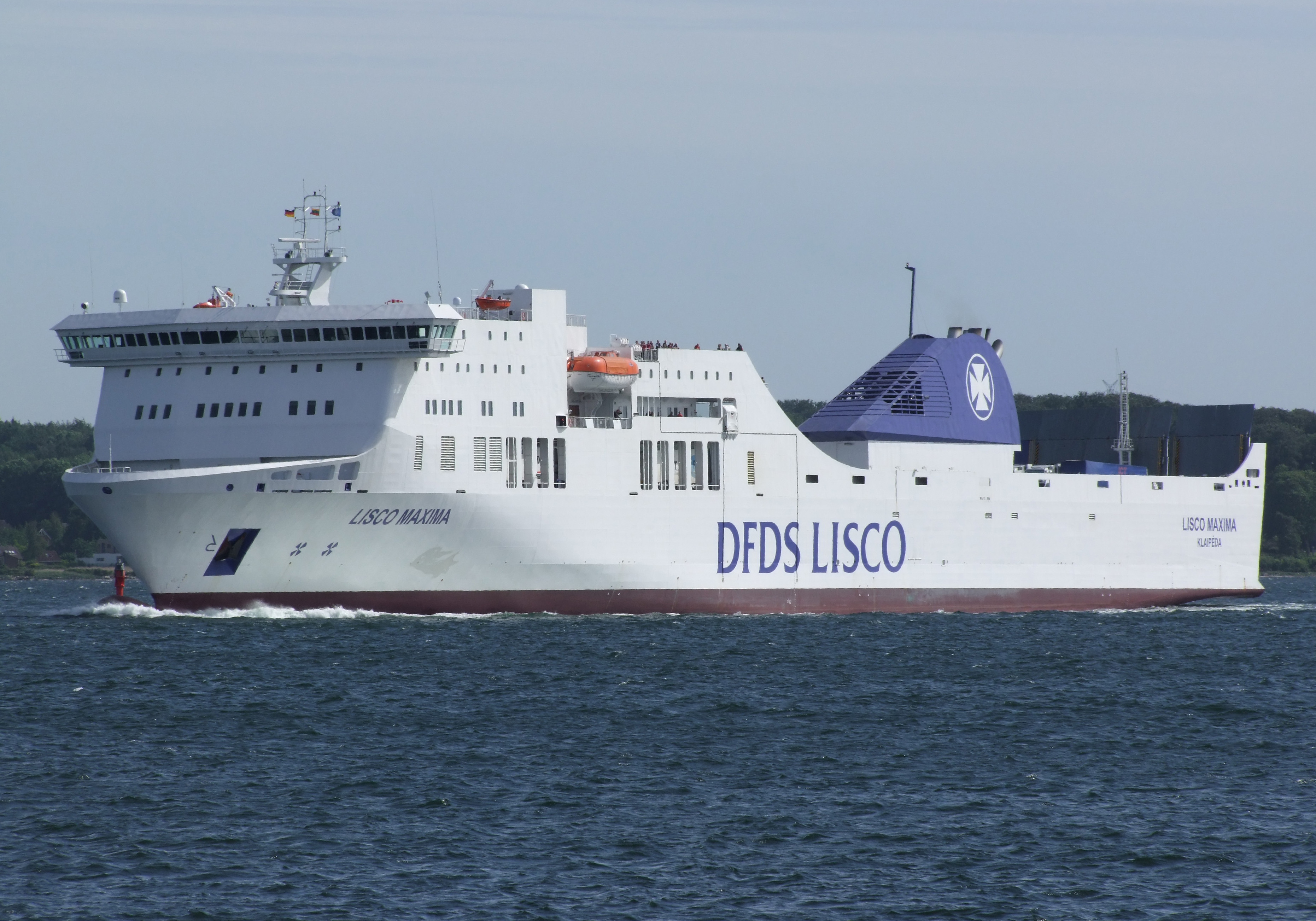
Il Lisco Maxima in arrivo a Kiel nel 2009.

Il 28 marzo 2012 viene ribattezzato Victoria Seaways.
Il 23 aprile 2013, durante la navigazione notturna verso Klaipėda, scoppia un incendio a bordo del traghetto, prontamente domato dall'equipaggio.
Dal 2014 al 27 settembre 2021 opera anche nei collegamenti tra Klaipėda e Karlshamn.

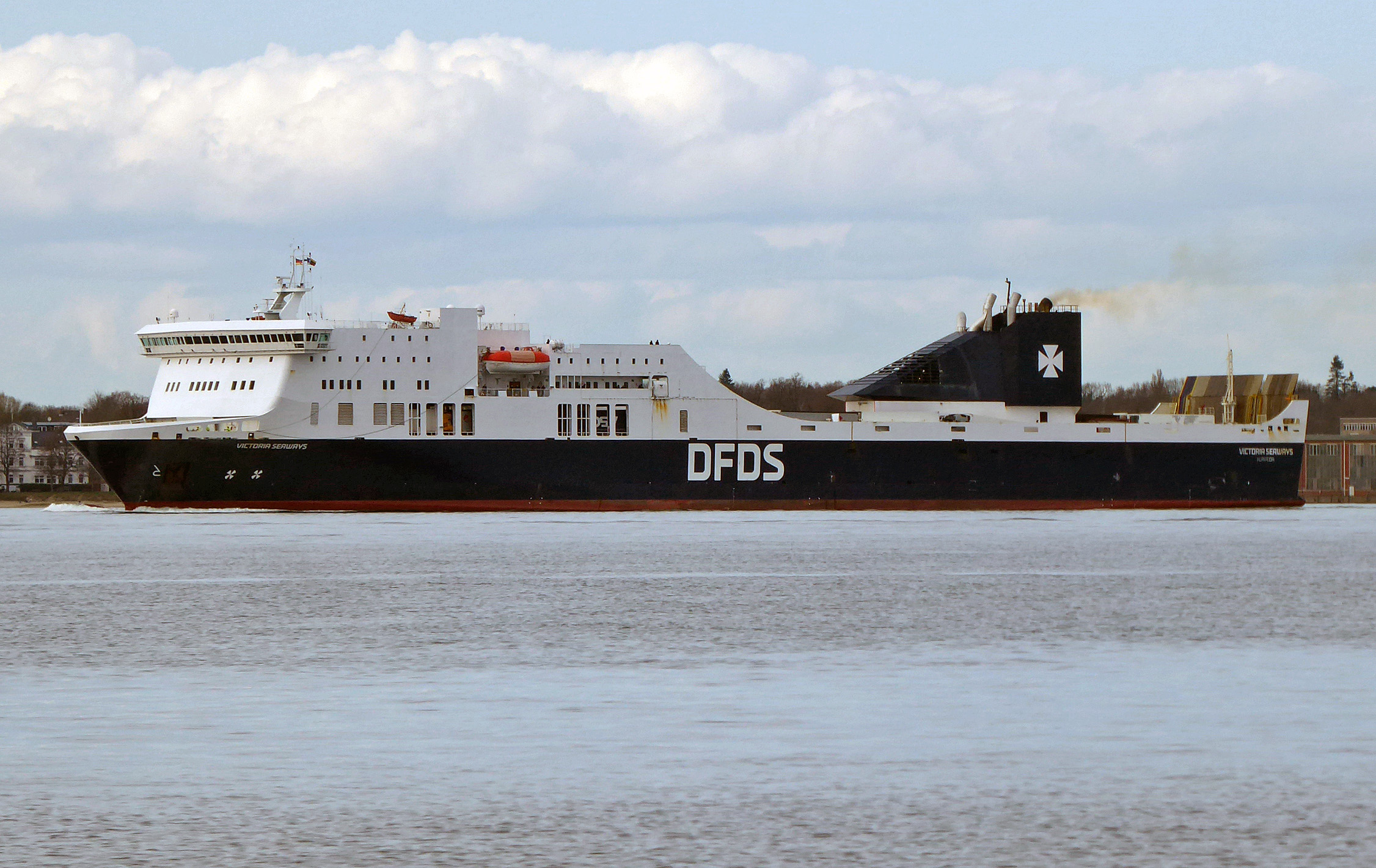
Il Victoria Seaways a Kiel nel 2021.

## Navi gemelle
- Rizhao Orient
- Athena Seaways
- Tenacia
- Superfast I
- Superfast II
- Forza
- Regina Seaways